# Walvis Bay Urbano
Il distretto elettorale di Walvis Bay Urbano è un distretto elettorale della Namibia situato nella Regione degli Erongo con 35.828 abitanti al censimento del 2011. Il capoluogo è la città di Walvis Bay.